# Torbjørn Gasbjerg
Torbjørn Gasbjerg (født 24. august 1980) er en dansk orienteringsløber, adventure-racer og tidligere landsholdsrytter, der er tredobbelt verdensmester i mountainbike-orientering (MTBO).

## Resultater i MTBO

### VM i MTBO
Guld Torbjørn Gasbjerg vandt en individuel guldmedalje på mellemdistancen ved  verdensmesterskabet (VM) i Israel (2009). Ved VM i 2008 i Polen vandt Torbjørn Gasbjerg guld på herre-stafetten sammen med Lasse Brun Pedersen og Søren Strunge. Torbjørn Gasbjerg vandt ligeledes guld ved VM i Tjekkiet (2007), denne gang på sprintdistancen.
Sølv og bronze Torbjørn Gasbjerg har herudover vundet en sølv- og en bronzemedalje ved VM i MTBO. Ved VM i Polen (2008) vandt Torbjørn Gasbjerg sølv på langdistancen, mens han vandt bronze ved VM i Tjekkiet (2007) på herre-stafetten sammen med Lasse Brun Pedersen og Søren Strunge.

### DM i MTBO
Torbjørn Gasberg har i perioden 2004-2010 vundet seks medaljer på langdistancen ved danmarksmesterskabet (DM) i MTBO. I 2004 og 2007 vandt Torbjørn Gasbjerg guld ved DM.
I 2005 vandt han sølv ved DM, mens det blev til bronze i 2006, 2009 og 2010

Medaljeoversigt ved danske mesterskaber
2010
- Bronze, Lang (Silkeborg)

2009
- Bronze, Lang (Blåbjerg Plantage)

2007
- Guld, Lang (Rold skov)

2006
- Bronze, Lang (Stenderup)

2005
- Sølv, Lang (Gribskov Vest)

2004
- Guld, Lang (Silkeborg)

## Resultater i adventure race

### Udenlandske adventure race
Torbjørn Gasbjerg vandt ’Raid Gallecia’ i Spanien sammen med Bjarke Refslund, Laura Lambæk Knudsen og Henrik Leth Jørgensen (Team Yeti). Det var et af de adventure race (AR), der indgik i Adventure Racing World Series (en) i 2019.
Torbjørn Gasbjerg blev nummer tre i ’Gold Rush Mother Lode’ i Canada sammen med Bjarke Refslund,  Allan Jensen (i AR-sammenhænge ofte omtalt som Allan Treschow eller Allan Treschow Jensen) og Sandra Maria Treschow (AdventureTeam.dk).  Det var et AR der indgik i World Serien i 2013.

### DM i adventure race
Torbjørn Gasbjerg har fem gange vundet DM i AR.
I 2020 vandt Torbjørn Gasbjerg DM i Challenge (den korte distance) ved ’Thy til lands, til vands og i luften’ sammen med Bjarke Refslund og Laura Lambæk Knudsen (Team Nordisk 2154).
I 2018 vandt Torbjørn Gasbjerg DM i Master-distancen (den lange distance) ved ’DM Island Explorer Bornholm’ sammen med Bjarke Refslund og Laura Lambæk Knudsen (Team Nordisk 2154/Team Yeti).
Tre år i træk vandt Team Dare Devil DM i AR: I 2013 vandt Torbjørn Gasbjerg DM i Master-distancen ved ’Thy til lands, til vands og i luften’ sammen med Allan Jensen, Henrik Leth Jørgensen og Sandra Maria Treschow (Team Dare Devils).
I 2012 vandt Torbjørn Gasbjerg ’Sorø Adventure Race’ sammen med Sandra Maria Treschow og Allan Jensen (Team Dare Devils) - de primære resultater er ikke længere tilgængelige.
I 2011 vandt Torbjørn Gasbjerg DM i Master-distancen ved ’Nordisk Challenge Silkeborg’ sammen med Sandra Maria Treschow og Allan Jensen (Team Dare Devils).